# Нотус (Айдахо)
Нотус (англ. Notus) — місто в окрузі Каньйон, штат Айдахо, США. Згідно з переписом 2010 року населення становило 531 особу, що на 73 особи більше, ніж 2000 року. Є частиною агломерації Бойсе.

## Географія
Нотус розташований за координатами 43°43′37″ пн. ш. 116°48′2″ зх. д. / 43.72694° пн. ш. 116.80056° зх. д. (43.726859, -116.800429).  За даними Бюро перепису населення США в 2010 році місто мало площу 0,99 км², з яких 0,98 км² — суходіл та 0,02 км² — водойми.

## Демографія

### Перепис 2010 року
За даними перепису 2010 року, у місті проживало 531 осіб у 182 домогосподарствах у складі 139 родин. Густота населення становила 539,5 ос./км². Було 198 помешкань, середня густота яких становила 201,2/км². Расовий склад міста: 73,3% білих, 0,2% афроамериканців, 2,4% індіанців, 0,4% азіатів, 18,5% інших рас, а також 5,3% людей, які зараховують себе до двох або більше рас. Іспанці та латиноамериканці незалежно від раси становили 29,8% населення.
Із 182 домогосподарств 41,2% мали дітей віком до 18 років, які жили з батьками; 61,5% були подружжями, які жили разом; 9,3% мали господиню без чоловіка; 5,5% мали господаря без дружини і 23,6% не були родинами. 18,1% домогосподарств складалися з однієї особи, у тому числі 9,3% віком 65 і більше років. У середньому на домогосподарство припадало 2,92 мешканця, а середній розмір родини становив 3,34 особи.
Середній вік жителів міста становив 35,5 року. Із них 31,1% були віком до 18 років; 6,9% — від 18 до 24; 25% від 25 до 44; 25,4% від 45 до 64 і 11,7% — 65 років або старші. Статевий склад населення: 47,1% — чоловіки і 52,9% — жінки.
Середній дохід на одне домашнє господарство  становив 43 638 доларів США (медіана — 43 750), а середній дохід на одну сім'ю — 49 468 доларів (медіана — 50 089). Медіана доходів становила 38 750 доларів для чоловіків та 24 625 доларів для жінок. За межею бідності перебувало 12,2 % осіб, у тому числі 14,9 % дітей у віці до 18 років та 15,5 % осіб у віці 65 років та старших.
Цивільне працевлаштоване населення становило 230 осіб. Основні галузі зайнятості: освіта, охорона здоров'я та соціальна допомога — 22,2 %, виробництво — 20,9 %, роздрібна торгівля — 10,0 %, сільське господарство, лісництво, риболовля — 8,7 %.

### Перепис 2000 року
За даними перепису 2000 року, у місті проживало 458 осіб у 147 домогосподарствах у складі 113 родин. Густота населення становила 453,4 ос./км². Було 156 помешкання, середня густота яких становила 154,4/км². Расовий склад міста: 86,90% білих, 1,31% індіанців, 0,66% азіатів, 8,73% інших рас і 2,40% людей, які зараховують себе до двох або більше рас. Іспанці та латиноамериканці незалежно від раси становили 22,05% населення.
Із 147 домогосподарств 44,9% мали дітей віком до 18 років, які жили з батьками; 64,6% були подружжями, які жили разом; 6,8% мали господиню без чоловіка, і 23,1% не були родинами. 18,4% домогосподарств складалися з однієї особи, у тому числі 5,4% віком 65 і більше років. У середньому на домогосподарство припадало 3,12 мешканця, а середній розмір родини становив 3,58 особи.
Віковий склад населення: 33,4% віком до 18 років, 7,6% від 18 до 24, 27,7% від 25 до 44, 20,1% від 45 до 64 і 11,1% років і старші. Середній вік жителів — 31 року. Статевий склад населення: 50,0 % — чоловіки і 50,0 % — жінки. 
Середній дохід домогосподарств у місті становив $32 813, родин — $43 750. Середній дохід чоловіків становив $25 000 проти $21 250 у жінок. Дохід на душу населення в місті був $11 801. Приблизно 10,4% родин і 13,3% населення перебували за межею бідності, включаючи 11,2% віком до 18 років і 28,3% від 65 і старших.